# Ofiolitový komplex

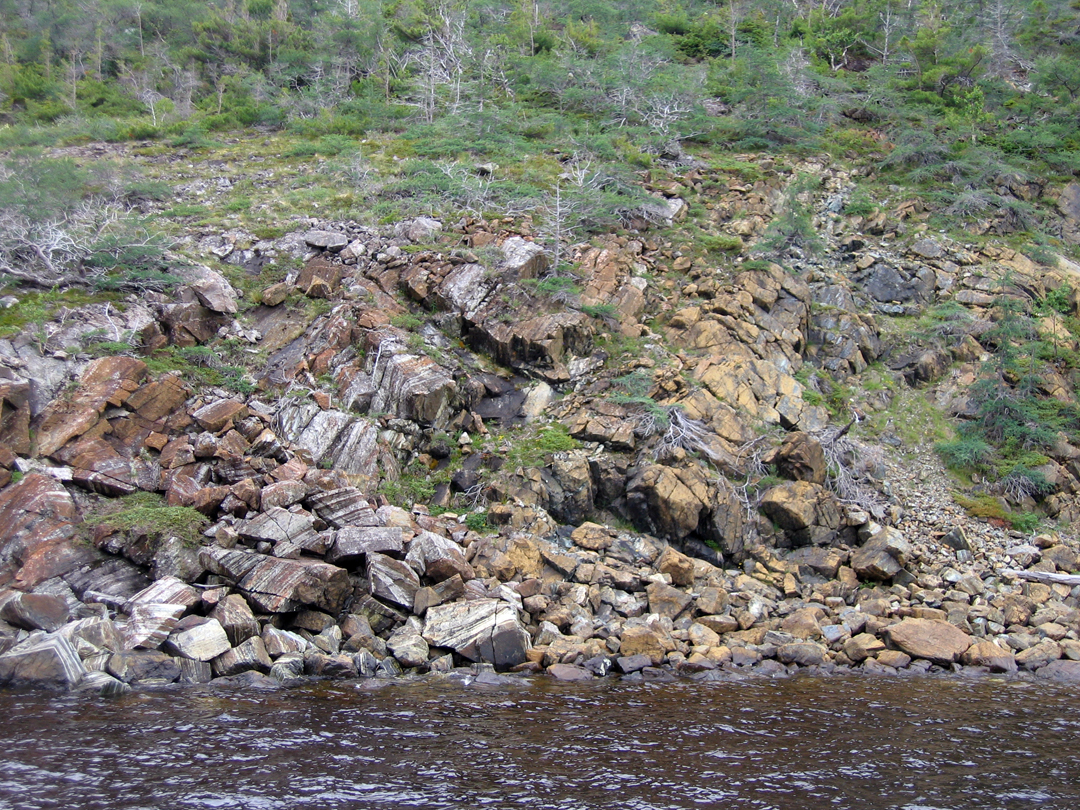
Ordovické ofiolity v Gros Morne National Park na Newfoundlandu

Ofiolitový komplex či ofiolity je soubor bazických a ultrabazických láv a menších lávových intruzí, který je často doprovázen páskovanými silicity. Jedná se o idealizovaný profil, respektive sekvenci hornin, tvořící oceánskou kůru a část svrchního pláště.
Skládá se z bazických a ultrabazických láv a menších intruzí. Za součásti ofiolitového komplexu jsou někdy považovány i doprovodné radiolarity nebo jiné hlubokovodní sedimenty jako jílovité břidlice nebo slíny.
Ofiolitový komplex nelze za běžných podmínek sledovat. Nejhlubší vrty do oceánského dna dosáhly pouze do hloubky 1500 m. Další, levnější možností jejich výzkumu je dradging (lodí tažená zařízení, podobná rypadlu nebo pluhu, zachycují materiál na mořském dně) v oblasti středooceánských hřbetů a transformních zlomů. Touto metodou se však nedají získat stratifikované vzorky. Výchozy, které se dnes nacházejí na zemském povrchu, jsou obnaženými částmi oceánského dna, které byly zachyceny při subdukci a později obdukovány nebo exhumovány do kontinentální kůry.

## Historie výzkumu
Slovo ophio řecky znamená had, lithos znamená kámen. Termín ofiolit poprvé použil Alexandre Brongniart v roce 1813 pro označení skupiny zelených hornin (serpentinit, diabas) v Alpách. Gustav Steinmann později v roce 1906 použil termín v souvislosti s asociací serpentinitu, polštářové lávy a silicitů, také na základě výskytu v Alpách a barrandienu. Termín se do přelomu 50. a 60. let 20. století v podstatě dále nepoužíval. Až objevení rozpínání oceánského dna umožnilo vyslovit předpoklad, že tyto komplexy hornin jsou v podstatě součástí oceánské kůry. Kromě rozpoznání magnetických pásů Frederickem Vinem a D. Matthewsem v roce 1963 k tomu dopomohlo i objevení dajkového komplexu v ofiolitovech v pohoří Troodos na Kypru. Termín v moderním pojetí zavedl v roce 1977 Američan Robert G. Coleman.
Neúplné části ofiolitového komplexu lze nalézt i v obdukovaných částech meliatika na jihovýchodním Slovensku.

## Stavba ofiolitového komplexu

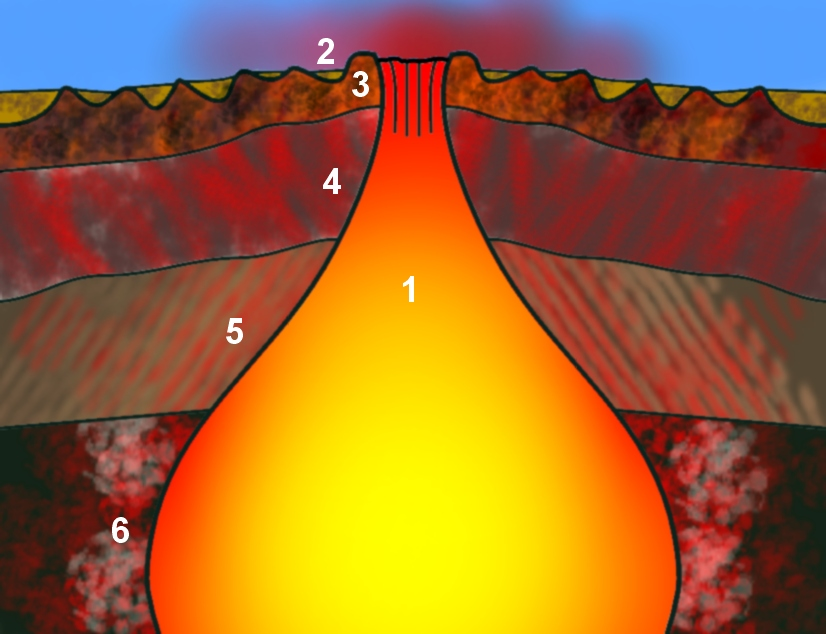
Zjednodušený profil ofiolitového komplexu:
1. magmatický krb
2. sedimenty
3. polštářová láva
4. dajkový komplex
5. komplex gaber
6. dunitové/peridotitové kumuláty

Idealizovaný litologické profil ofiolitového komplexu shora dolů zahrnuje:
- Hlubinné sedimenty, zejména černé břidlice a radiolarity (o tloušťce do 300 m)
- Bazaltové polštářové lávy a jejich hyaloklastika, která vznikají při kontaktu bazaltové lávy s vodou (sahající do hloubky 0,3 až 0,7 km)
- Dajkový komplex, vertikální, rovnoběžné fraktury – dajky, vyplněné bazaltem, který jimi unikal na povrch (sahající do hloubky 0,7 – 1,5 km)
- Izotropní gabra, která jsou výsledkem frakcionace magmatu
- Páskovaná gabra, která vznikla krystalizací minerálů v magmatickém krbu (v hloubce 1,5 – 5 km), předpokládá se, že na rozhraní gaber a peridotitů pod nimi se nachází mohorovičićova diskontinuita[4]
- Kumulátový komplex, tvořený ultramafickými horninami jako dunity s podobným způsobem vzniku jako předešlé páskované gabro (v hloubce větší než 7 km)
- Tektonizovaný peridotit, tvořený hlavně harzburgitovým až lherzolitovým plášťovým magmatem.

Od roku 1972, kdy proběhla jedna z vědeckých konferencí zabývajících se ofiolity, bylo rozhodnuto, že termín ofiolity má označovat pouze vyvřelé horniny a nevztahuje se na sedimenty, které na nich leží nezávisle. Nejnovější poznatky, které o oceánské kůře získali vědci během několika programů výzkumu oceánského dna, jako byl např. Integrated Ocean Drilling Program, poukázaly na to, že složení oceánské kůry je v přírodě poměrně různorodé. Na některých místech se bazaltové lávy nacházely přímo nad peridotity, bez přechodné vrstvy gabra. Většina ofiolitů, které dnes lze pozorovat na povrchu, má podobné odchylky od modelové stavby, některé z nich vznikly primárně, mnohé jsou však způsobeny pozdějšími procesy, jako byla například exhumace a zapracování do horských pásem během orogeneze. Při tom nezřídka vznikají i chaotické ofiolitové melanže.

## Výskyt
Nejstarší na povrchu se vyskytující relikty ofiolitů jsou známé z oblasti Jarmua (Finsko). Další mladší ofiolity jsou známé z lokalit Troodos (Kypr), Bay of Islands (Kanada) či Semail (Omán a Spojené arabské emiráty).
Neúplnou ofiolitovou strukturu stáří trias-jura lze pozorovat v melanži meliatika v Spišsko-gemerském rudohoří. Starší paleozoické ofiolity lze pozorovat v gemerické Rakovecké jednotce, nebo v tatrické Pernecké skupině v Malých Karpatech.